# Dream Chaser
«Dream Chaser» (укр. Переслідувач мрії) — багаторазовий пілотований транспортний космічний корабель, що розроблюється американською компанією SpaceDev, підрозділом Sierra Nevada Corporation. Корабель призначений для доставки на низьку навколоземну орбіту вантажів і екіпажів чисельністю до 7 осіб. В експлуатацію планувалося ввести в 2015 році, але терміни зсунулися.
У січні 2014 року було оголошено, що 1 листопада 2016 року заплановано старт для першого випробувального орбітального польоту в безпілотному режимі; якщо його буде успішно виконано, то перший пілотований політ відбудеться в 2017 році.
14 січня 2016 року NASA обрало компанію Sierra Nevada Corporation з їх вантажною версією корабля Dream Chaser як один з трьох переможців конкурсу за другою фазою програми постачання Міжнародної космічної станції Commercial Resupply Services 2 (CRS2). Компанії гарантовано як мінімум 6 вантажних місій до МКС у період з 2019 до 2024 року.
Перший льотний космоплан Dream Chaser "Tenacity" і транспортний модуль "Shooting Star" почнуть надавати послуги з доставки вантажів на МКС відповідно до контракту NASA в кінці 2022 року. Свій перший політ (місія Dream Chaser Demo-1) він здійснить на борту ракети Vulcan Centaur від ULA з Космічного центру ім. Кеннеді.
SNC також повідомила, що пілотовані Dream Chaser зможуть перевозити приватних астронавтів і бути єдиним космічним кораблем на сьогоднішній день, здатним повертати астронавтів на Землю використовуючи злітно-посадкову смугу космодромів. Всі вантажні місії Dream Chaser в рамках контракту CRS-2 планується садити на злітно-посадковій смузі для посадки Space Shuttle Космічного центру ім. Кеннеді.
Перший тестовий політ космічного корабля до МКС заплановано на 3 квартал 2025 року.